# Okręg wyborczy nr 25 do Senatu Rzeczypospolitej Polskiej (2001–2011)
Okręg wyborczy nr 25 do Senatu Rzeczypospolitej Polskiej obejmował w latach 2001–2011 obszar miast na prawach powiatu Gdyni i Słupska oraz powiatów bytowskiego, chojnickiego, człuchowskiego, kartuskiego, kościerskiego, lęborskiego, puckiego, słupskiego i wejherowskiego (województwo pomorskie). Wybierano w nim 3 senatorów na zasadzie większości względnej.
Powstał w 2001, jego obszar należał wcześniej do okręgów obejmujących województwo słupskie oraz części województw bydgoskiego i gdańskiego. Zniesiony został w 2011, na jego obszarze utworzono nowe okręgi nr 62, 63 i 64.
Siedzibą okręgowej komisji wyborczej była Gdynia.

## Reprezentanci okręgu
| Rok  | Senator komitet wyborczy                     | Senator komitet wyborczy                                                    | Senator komitet wyborczy                     | Senator komitet wyborczy                                   | Senator komitet wyborczy                     | Senator komitet wyborczy                                  |
| ---- | -------------------------------------------- | --------------------------------------------------------------------------- | -------------------------------------------- | ---------------------------------------------------------- | -------------------------------------------- | --------------------------------------------------------- |
| 2001 |                                              | Edmund Wittbrodt KWW Blok Senat 2001 (2001) Platforma Obywatelska RP (2005) |                                              | Gerard Czaja KKW Sojusz Lewicy Demokratycznej – Unia Pracy |                                              | Ewa Serocka KKW Sojusz Lewicy Demokratycznej – Unia Pracy |
| 2005 |                                              | Edmund Wittbrodt KWW Blok Senat 2001 (2001) Platforma Obywatelska RP (2005) |                                              | Dorota Arciszewska-Mielewczyk Prawo i Sprawiedliwość       |                                              | Antoni Szymański Prawo i Sprawiedliwość                   |
| 2007 |                                              | Edmund Wittbrodt KWW Blok Senat 2001 (2001) Platforma Obywatelska RP (2005) | Kazimierz Kleina Platforma Obywatelska RP    | Dorota Arciszewska-Mielewczyk Prawo i Sprawiedliwość       |                                              |                                                           |
| 2011 | okręg zniesiony, patrz okręgi nr 62, 63 i 64 | okręg zniesiony, patrz okręgi nr 62, 63 i 64                                | okręg zniesiony, patrz okręgi nr 62, 63 i 64 | okręg zniesiony, patrz okręgi nr 62, 63 i 64               | okręg zniesiony, patrz okręgi nr 62, 63 i 64 | okręg zniesiony, patrz okręgi nr 62, 63 i 64              |

## Wyniki wyborów
Symbolem „●” oznaczono senatorów ubiegających się o reelekcję.

### Wybory parlamentarne 2001
| Kandydat                                              | Kandydat           | Komitet wyborczy                                                           | Głosów  |
| ----------------------------------------------------- | ------------------ | -------------------------------------------------------------------------- | ------- |
|                                                       | Edmund Wittbrodt●  | KWW Blok Senat 2001                                                        | 123 743 |
|                                                       | Gerard Czaja       | KKW Sojusz Lewicy Demokratycznej – Unia Pracy                              | 120 433 |
|                                                       | Ewa Serocka        | KKW Sojusz Lewicy Demokratycznej – Unia Pracy                              | 116 824 |
|                                                       | Marek Biernacki    | KWW Blok Senat 2001                                                        | 113 785 |
|                                                       | Kazimierz Kleina●  | KWW Blok Senat 2001                                                        | 105 139 |
|                                                       | Maciej Szpringier  | KKW Sojusz Lewicy Demokratycznej – Unia Pracy                              | 94 932  |
|                                                       | Teresa Ostrowska   | Polskie Stronnictwo Ludowe                                                 | 55 278  |
|                                                       | Stanisław Jank     | Polskie Stronnictwo Ludowe                                                 | 50 100  |
|                                                       | Andrzej Golonko    | Konserwatywno-Liberalna Partia Unia Polityki Realnej                       | 28 861  |
|                                                       | Małgorzata Furtak  | KWW Postęp i Równowaga                                                     | 28 054  |
|                                                       | Waldemar Iniarski  | Konserwatywno-Liberalna Partia Unia Polityki Realnej                       | 26 248  |
|                                                       | Stefan Wałaszewski | KWW Kandydata na Senatora Rzeczypospolitej Polskiej Stefana Wałaszewskiego | 18 779  |
| Frekwencja: 47,32% Źródło: Państwowa Komisja Wyborcza |                    |                                                                            |         |

*Kazimierz Kleina reprezentował w Senacie IV kadencji (1997–2001) województwo słupskie, Edmund Wittbrodt był wcześniej przedstawicielem województwa gdańskiego.

### Wybory parlamentarne 2005
| Kandydat                                              | Kandydat                      | Komitet wyborczy                        | Głosów  |
| ----------------------------------------------------- | ----------------------------- | --------------------------------------- | ------- |
|                                                       | Edmund Wittbrodt●             | Platforma Obywatelska RP                | 152 024 |
|                                                       | Dorota Arciszewska-Mielewczyk | Prawo i Sprawiedliwość                  | 121 036 |
|                                                       | Antoni Szymański              | Prawo i Sprawiedliwość                  | 113 104 |
|                                                       | Jerzy Mazurek                 | Sojusz Lewicy Demokratycznej            | 45 991  |
|                                                       | Lesław Grabarczyk             | Liga Polskich Rodzin                    | 42 926  |
|                                                       | Ewa Serocka●                  | Sojusz Lewicy Demokratycznej            | 42 316  |
|                                                       | Gerard Czaja●                 | Sojusz Lewicy Demokratycznej            | 41 299  |
|                                                       | Anna Bogucka-Skowrońska       | Partia Demokratyczna – demokraci.pl     | 40 423  |
|                                                       | Mieczysław Meyer              | Samoobrona Rzeczpospolitej Polskiej     | 39 144  |
|                                                       | Marian Napiontek              | Liga Polskich Rodzin                    | 37 986  |
|                                                       | Leszek Pawłowski              | Samoobrona Rzeczpospolitej Polskiej     | 37 875  |
|                                                       | Mariusz Węgrzyn               | Liga Polskich Rodzin                    | 34 460  |
|                                                       | Tomasz Borowski               | Polskie Stronnictwo Ludowe              | 30 681  |
|                                                       | Zbigniew Wysocki              | Dom Ojczysty                            | 15 638  |
|                                                       | Jerzy Bławat                  | Ogólnopolski Bezpartyjny Ruch Społeczny | 13 374  |
|                                                       | Waldemar Sękowski             | Polska Partia Narodowa                  | 6555    |
| Frekwencja: 42,85% Źródło: Państwowa Komisja Wyborcza |                               |                                         |         |

### Wybory parlamentarne 2007
| Kandydat                                              | Kandydat                       | Komitet wyborczy                      | Głosów  |
| ----------------------------------------------------- | ------------------------------ | ------------------------------------- | ------- |
|                                                       | Edmund Wittbrodt●              | Platforma Obywatelska RP              | 244 214 |
|                                                       | Kazimierz Kleina               | Platforma Obywatelska RP              | 220 390 |
|                                                       | Dorota Arciszewska-Mielewczyk● | Prawo i Sprawiedliwość                | 141 701 |
|                                                       | Antoni Szymański●              | Prawo i Sprawiedliwość                | 114 466 |
|                                                       | Stanisław Jank                 | Polskie Stronnictwo Ludowe            | 90 769  |
|                                                       | Marzena Dobrowolska            | KKW Lewica i Demokraci SLD+SDPL+PD+UP | 82 250  |
|                                                       | Gerard Czaja                   | KKW Lewica i Demokraci SLD+SDPL+PD+UP | 78 949  |
|                                                       | Andrzej Białous                | Liga Polskich Rodzin                  | 26 426  |
|                                                       | Stanisław Pobłocki             | Narodowe Odrodzenie Polski            | 17 564  |
| Frekwencja: 56,79% Źródło: Państwowa Komisja Wyborcza |                                |                                       |         |